# Alexander True
Alexander „Alex“ True (* 17. Juli 1997 in Kopenhagen) ist ein dänischer Eishockeyspieler, der seit Juli 2024 bei MODO Hockey aus der Svenska Hockeyligan (SHL) unter Vertrag steht und dort auf der Position des Centers spielt. Zuvor war True unter anderem für die San Jose Sharks und Seattle Kraken in der National Hockey League (NHL) aktiv.

## Karriere
True entstammt dem Nachwuchs des nahe seinem Geburtsort Kopenhagen beheimateten Rungsted Ishockey. Dort durchlief er bis zum Jahr 2013 die Jugendabteilung und schaffte im Verlauf der Saison 2013/14 den Sprung in die zweite und später sogar erste Profimannschaft des Klubs, die in der zweitklassigen 1. division bzw. erstklassigen Metal Ligaen beheimatet waren. Nach der Auswahl im CHL Import Draft durch die Seattle Thunderbirds aus der Western Hockey League (WHL) im Sommer 2014 an Position 48 in der ersten Runde entschied sich der Stürmer seine Karriere in Nordamerika fortzusetzen. In den folgenden drei Spielzeiten stand der Däne für die Thunderbirds in der WHL auf dem Eis und gewann mit diesen am Ende der Spielzeit 2016/17 den Ed Chynoweth Cup, die Meisterschaftstrophäe der WHL.
Nach diesem Erfolg wechselte True im Sommer 2017 in den Profibereich, wo er zunächst einen Zweijahresvertrag bei den San Jose Barracuda aus der American Hockey League (AHL) erhielt. In seiner Rookiesaison hinterließ der Däne einen so guten Eindruck, dass sein Vertrag im folgenden Sommer in einen NHL-Einstiegsvertrag beim Kooperationspartner San Jose Sharks aus der National Hockey League (NHL) aufgewertet wurde. Dennoch verbrachte True die gesamte Saison 2018/19 weiterhin in der AHL, ehe er in der folgenden Spielzeit sein NHL-Debüt feierte. Ebenso kam er in der Saison 2020/21 zu weiteren Einsatzminuten bei den Sharks, die ihn aber auch aufgrund seines auslaufenden Vertrags im NHL Expansion Draft 2021 ungeschützt ließen. So wurde er über den Draft von den neu gegründeten Seattle Kraken ausgewählt, die ihn wenig später mit einem neuen Einjahresvertrag für das Spieljahr 2021/22 ausstatteten und ihn bei den Charlotte Checkers in der AHL einsetzten. Dieser wurde in der Folge um ein Jahr verlängert und der Däne kam bei den Coachella Valley Firebirds zum Einsatz, ehe er im Juli 2023 als Free Agent zu den Florida Panthers wechselte. Dort spielte er im gesamten Saisonverlauf bei den Charlotte Checkers und schloss sich zur Saison 2024/25 MODO Hockey aus der Svenska Hockeyligan (SHL) an.

### International
Für sein Heimatland nahm True im Juniorenbereich an zahlreichen Turnieren teil. So spielte er mit der U18-Nationalmannschaft bei den U18-Junioren-Weltmeisterschaften 2014 und 2015 nach dem Abstieg im Vorjahr in der Division IA. Dort gelang der direkte Wiederaufstieg. Zwischen diesen beiden Turnieren nahm er zudem an der World Junior A Challenge 2014 teil, bei der die Dänen den zweiten Platz belegten, und der Stürmer spielte mit der U20-Junioren-Weltmeisterschaft 2015 seine erste U20-Weltmeisterschaft. Weitere Einsätze in der dänischen U20-Nationalmannschaft feierte True bei den U20-Junioren-Weltmeisterschaften 2016 und 2017.
Seine ersten Einsätze in der dänischen A-Nationalmannschaft absolvierte True im Rahmen der Weltmeisterschaft 2021. Des Weiteren kam er im selben Jahr bei der Qualifikation für die Olympischen Winterspiele 2022 zum Einsatz. Ebenso spielte der Stürmer bei den Weltmeisterschaften der Jahre 2024 und 2025 sowie der Qualifikation für die Olympischen Winterspiele 2026.

## Erfolge und Auszeichnungen
- 2014 Dänischer U17-Meister mit Rungsted Ishockey
- 2017 Ed-Chynoweth-Cup-Gewinn mit den Seattle Thunderbirds

### International
- 2014 Silbermedaille bei der World Junior A Challenge
- 2015 Aufstieg in die Top-Division bei der U18-Junioren-Weltmeisterschaft der Division IA

## Karrierestatistik
Stand: Ende der Saison 2024/25

### International
Vertrat Dänemark bei:
| - U18-Junioren-Weltmeisterschaft 2014 - World Junior A Challenge 2014 - U20-Junioren-Weltmeisterschaft 2015 - U18-Junioren-Weltmeisterschaft der Division IA 2015 - U20-Junioren-Weltmeisterschaft 2016 - U20-Junioren-Weltmeisterschaft 2017 | - Weltmeisterschaft 2021 - Qualifikationsturnier für die Olympischen Winterspiele 2022 - Weltmeisterschaft 2024 - Qualifikationsturnier für die Olympischen Winterspiele 2026 - Weltmeisterschaft 2025 |

(Legende zur Spielerstatistik: Sp oder GP = absolvierte Spiele; T oder G = erzielte Tore; V oder A = erzielte Assists; Pkt oder Pts = erzielte Scorerpunkte; SM oder PIM = erhaltene Strafminuten; +/− = Plus/Minus-Bilanz; PP = erzielte Überzahltore; SH = erzielte Unterzahltore; GW = erzielte Siegtore; 1 Play-downs/Relegation; Kursiv: Statistik nicht vollständig)

## Familie
True entstammt einer Eishockeyfamilie. Sein Vater Søren True spielte über mehrere Jahre erfolgreich als Mannschaftskapitän in der dänischen Nationalmannschaft und war eine Zeit lang in der nordamerikanischen International Hockey League (IHL) sowie in der dänischen Elitespielklasse aktiv. Ebenso spielten seine Onkel Mads True und Mikkel True im dänischen Oberhaus. Alexander Trues jüngerer Bruder Oliver True ist ebenfalls dänischer Erstligaspieler.
Der Bruder von Alexanders Mutter ist der ehemalige Eishockeyspieler und derzeitige -trainer Heinz Ehlers. Dessen Söhne – die Cousins von Alexander – sind die Eishockeyspieler Nikolaj Ehlers und Sebastian Ehlers.